# 中国照相馆

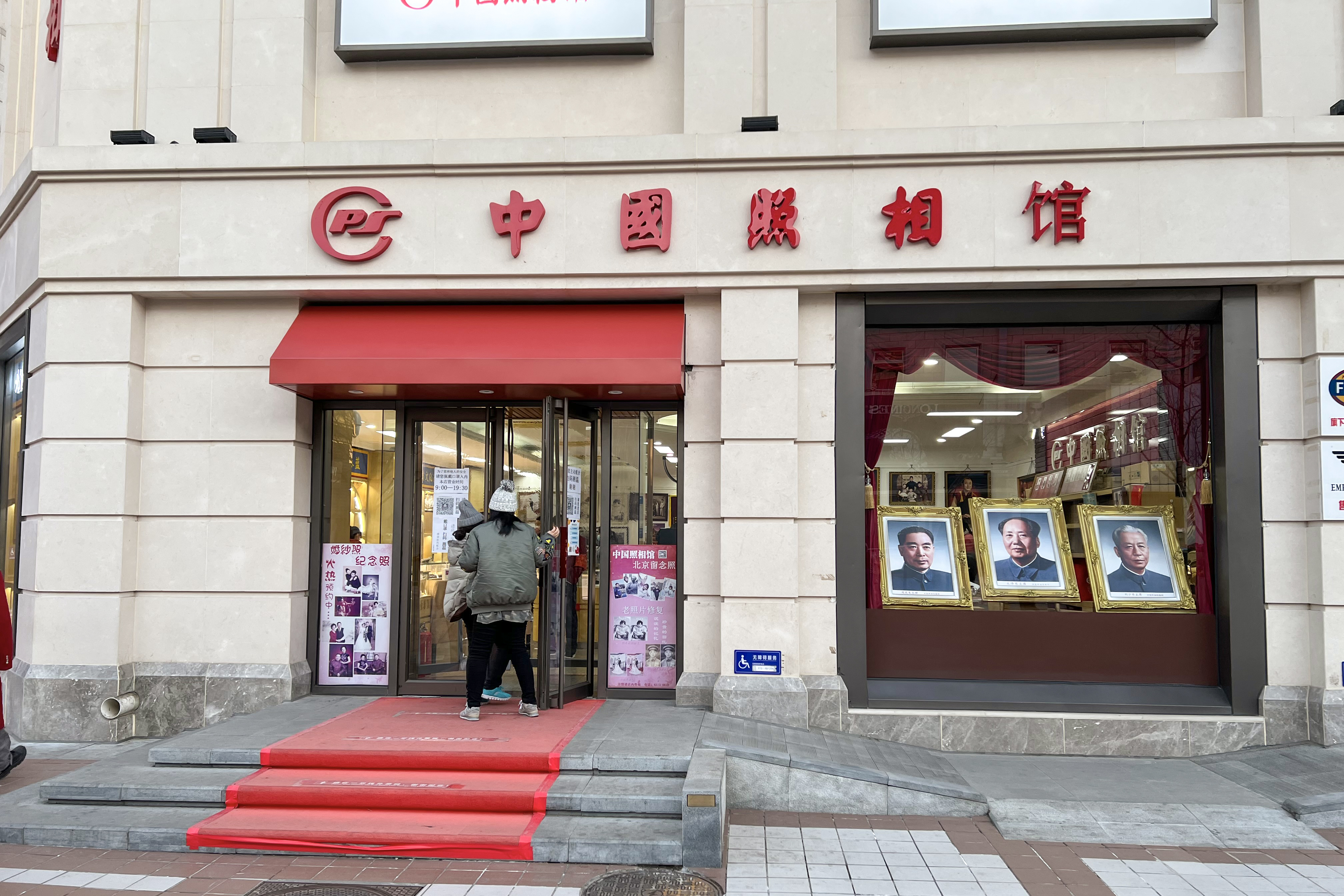
2021年的中国照相馆王府井店

中国照相馆是中国一家历史悠久的照相馆，为“中华老字号”，其王府井店设在北京市东城区王府井大街180号。

## 简介

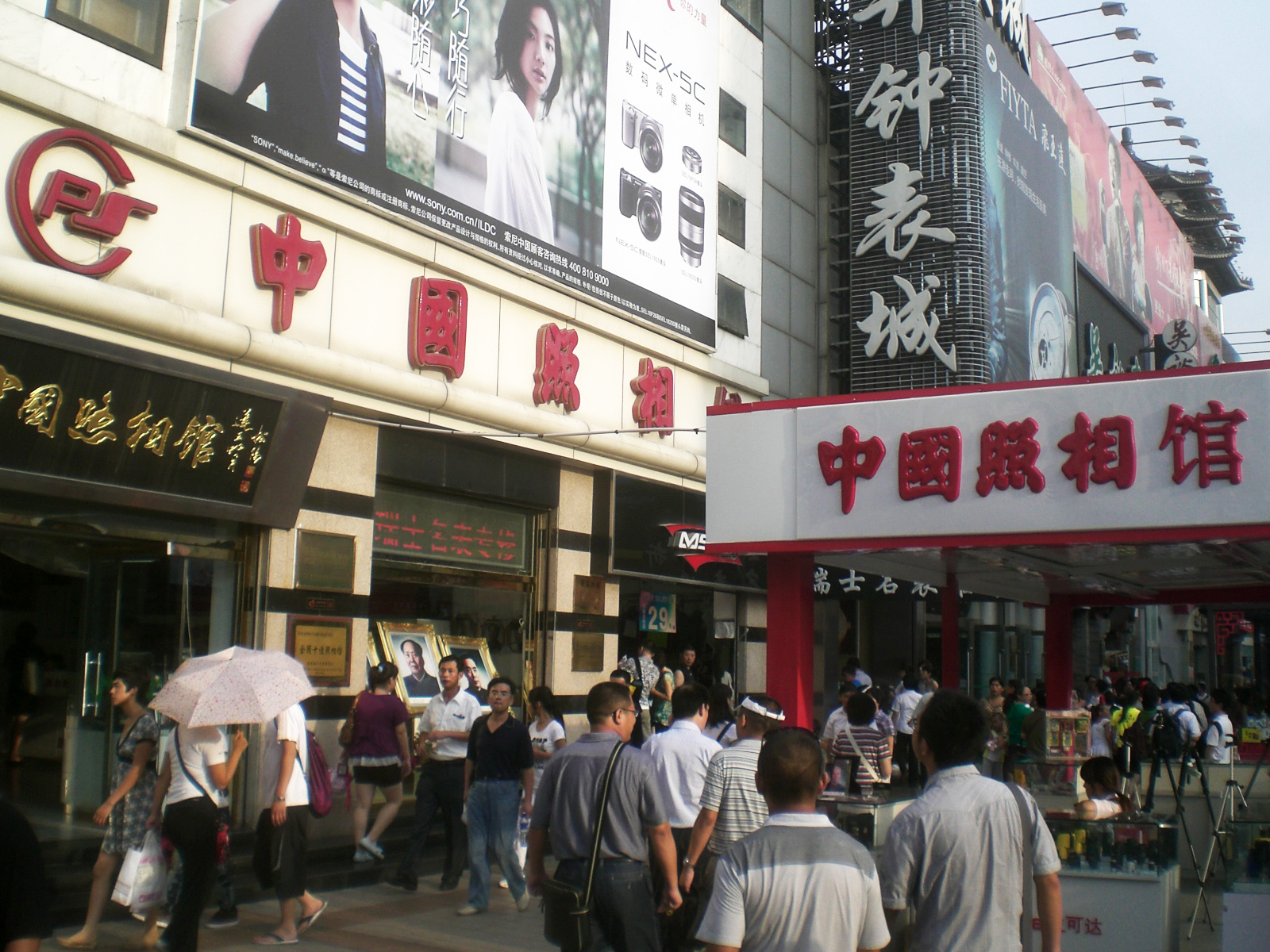
2010年中国照相馆王府井店

1937年，江苏武进人吴建屏在上海静安寺创办了“中国照相馆”。1939年，该店开展明星照配合电影宣传的业务，效果甚佳，自此该店名扬上海。1956年，中国照相馆由上海迁往北京，经周恩来批示，落户王府井大街南口（今东方新天地的位置）。当时名为“上海迁京中国照相馆”，后复名为“中国照相馆”并沿用至今。落户王府井大街后，中国照相馆曾为周恩来、刘少奇、贾庆林、李铁映等党和国家领导人以及侯宝林、茅以升、姜昆等名人拍摄照片。

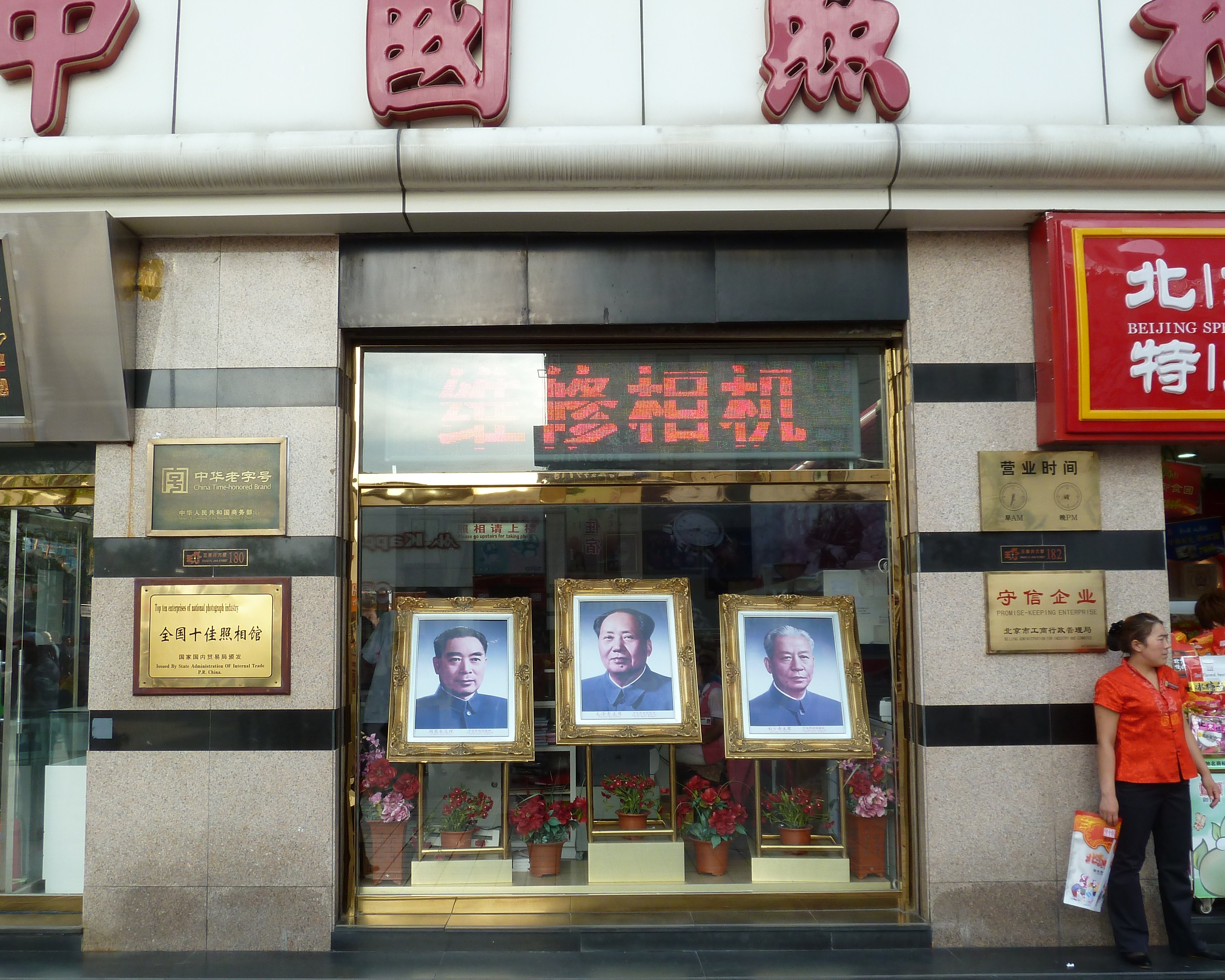
中国照相馆橱窗中陈列的毛泽东、刘少奇、周恩来标准照，均为中国照相馆拍摄

1990年代，中国照相馆的经营遇到极大困难。1997年，孙秀珍出任中国照相馆总经理，随后领导中国照相馆开展企业改革。1999年，正逢国际老人年，中国照相馆开展为老年人免费拍照并赠送照片活动，成为中国照相馆走出绝境的转折点。2000年，被国家国内贸易局授予“全国十佳照相馆”称号。2001年，中国照相馆全面完成企业改制，成为有限责任公司。2002年，中国照相馆的第一家分店交道口分店开业。2006年，中国照相馆被中华人民共和国商务部再次认定为“中华老字号”。到2012年前后，中国照相馆已拥有6家分店。

## 延伸阅读
- 中国照相馆：为中国照相，中国文明网，2010-07-28